# Physogyne
Physogyne es un género de orquídeas perteneciente a la subfamilia Orchidoideae dentro de la familia Orchidaceae. Tiene tres especies.

## Especies
A continuación se brinda un listado de las especies del género Physogyne aceptadas hasta mayo de 2011, ordenadas alfabéticamente. Para cada una se indica el nombre binomial seguido del autor, abreviado según las convenciones y usos y la publicación válida.
1. Physogyne garayana R.González & Szlach., Fragm. Florist. Geobot. 40: 767 (1995).
2. Physogyne gonzalezii (L.O.Williams) Garay, Bot. Mus. Leafl. 28: 347 (1980 publ. 1982).
3. Physogyne sparsiflora (C.Schweinf.) Garay, Bot. Mus. Leafl. 28: 347 (1980 publ. 1982).